# Arctic Monkeys
Arctic Monkeys est un groupe britannique de rock indépendant, originaire de Sheffield, Yorkshire du Sud, en Angleterre. Il est formé en 2002, plus précisément à High Green, une banlieue de Sheffield. Le groupe est composé d'Alex Turner (chant, guitare rythmique, guitare), de Jamie Cook (guitare solo, guitare rythmique), de Nick O'Malley (basse, chœurs), et de Matt Helders (batterie, chœurs). Ancien membre du groupe, Andy Nicholson (guitare basse, chœurs) quitte la formation en 2006, peu après la sortie du premier album.
Ils comptent sept albums studio : Whatever People Say I Am, That's What I'm Not (2006), Favourite Worst Nightmare (2007), Humbug (2009), Suck It and See (2011), AM (2013), Tranquility Base Hotel and Casino (2018), The Car (2022) ainsi que deux albums live (en 2008 et 2020). Leur premier album devient le plus rapidement vendu par un groupe de l'histoire du Royaume-Uni.
Le groupe a remporté sept Brit Awards, remportant le prix du meilleur groupe britannique et le prix du meilleur album britannique trois fois, et a été nommé trois fois aux Grammy Awards. Ils ont également remporté le Mercury Prize en 2006 pour leur premier album, en plus de recevoir des candidatures en 2007 et 2013. Le groupe est en tête d'affiche au Festival de Glastonbury à trois reprises, en 2007, 2013 et en 2023.

## Histoire

### Formation (2001–2004)
En 2001, Alex Turner et Jamie Cook demandent des instruments de musique à Noël et reçoivent tous les deux une guitare. Après avoir appris à en jouer, la paire forme un groupe avec deux autres élèves de la Stocksbridge High School, Andy Nicholson et Matt Helders. Puisque Nicholson jouait déjà de la basse, Helders se tourne vers la batterie : « C'est tout ce qu'il restait… Ils avaient tous des guitares, donc j'ai acheté un kit de batterie après quelque temps ». Helders explique avoir appris à en jouer en autodidacte, « simplement équipé d'un livre et de baguettes ».
Un article du magazine Blender daté de mai 2006 explique qu'Alex Turner n'était pas le chanteur du groupe au départ : « Lorsque leur premier chanteur, Glyn Jones, est parti après quelques mois, Turner s'est emparé du micro ». Glyn Jones a ensuite déclaré au tabloïd The Sun qu' « il ne pense pas que le groupe aurait été si loin s'il était resté avec eux, et que les Arctic Monkeys ont bien changé depuis l'époque où ils étaient juste une bande de gosses dans un garage ».
Le 13 juin 2003, le groupe donne leur premier concert, dans un pub de Sheffield. Ils jouent essentiellement des reprises et touchent 23 livres sur la vente des billets. Après avoir joué quelques concerts, les Arctic Monkeys commencent à enregistrer des démos et à les graver sur CD, pour ensuite les distribuer à la fin de leurs représentations. Le nombre de CD étant limité, les fans se mettaient alors à s'échanger les morceaux sur Internet. Les premières diffusions des chansons du groupe sur Internet proviennent essentiellement des fans : « Nous-mêmes n'avions pas la moindre idée de comment faire », précise Alex Turner en interview. Quant au succès de leur page sur le célèbre site communautaire Myspace, Alex Turner explique qu'il ne connaissait même pas ce site à l'époque, et que la page du groupe avait été créée à l'origine par leurs fans. Le succès du groupe (un premier single en tête des hit-parades) est né grâce à cette page MySpace et à Internet,. Leur popularité croissante dans le nord de l'Angleterre, les Arctic Monkeys attirent l'attention de la BBC Radio et des tabloïdes britanniques.
En mai 2005, les Arctic Monkeys publient leur premier EP, Five Minutes with Arctic Monkeys, composé de seulement deux chansons, Fake Tales of San Francisco et From the Ritz to the Rubble. Ils ne sortent que 500 CD et 1000 disques, mais l'EP est aussi disponible en téléchargement sur la boutique en ligne iTunes Store. Peu après, ils se produisent en concert sur la Carling Stage du Reading and Leeds Festivals, scène réservée aux groupes peu connus. Leur prestation est acclamée par la foule et la presse.

### Whatever People Say I Am, That's What I'm Not(2005–2006)

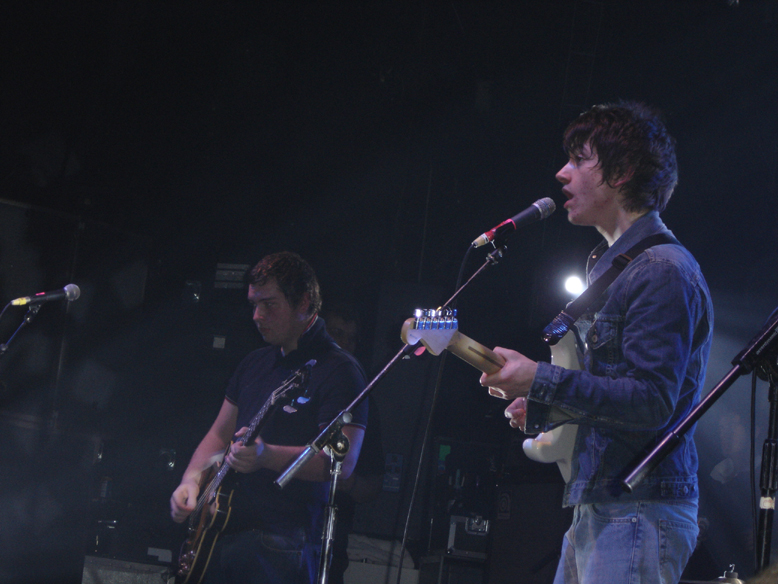
Arctic Monkeys en 2006.

Avant de connaître la gloire, le groupe a eu du mal à trouver un label qui ne leur demandait pas de modifier leurs chansons. Les Arctic Monkeys ont dû conquérir leur public durant leurs concerts pour que les maisons de disques s'intéressent à eux : « À Londres, les gamins regardaient le groupe, et les labels regardaient les gamins en train de regarder le groupe », raconte Alex Turner. Le groupe joue à plusieurs reprises à guichets fermés à travers tout le Royaume-Uni. En octobre 2005, ils remplissent le London Astoria. Ils signent finalement chez Domino Records en juin 2005, label indépendant anglais qui avait auparavant révélé le groupe écossais Franz Ferdinand.
Leur premier single paru est I Bet You Look Good on the Dancefloor. Sorti le 17 octobre 2005, la chanson atteint directement la première place des charts (top music) britanniques, éclipsant Sugababes, McFly, et Robbie Williams. Quatre mois plus tard, le groupe apparaît en couverture du journal musical NME. Le titre est classé 7e meilleure chanson britannique de tous les temps par XFM en 2010. Le 16 janvier 2006, ils publient leur second single, When the Sun Goes Down, qui atteint lui aussi la première place au Royaume-Uni avec près de 40 000 exemplaires vendus[réf. nécessaire]. Le groupe parvient à se faire connaître sans publicité, ce qui amène les maisons de disques à s'interroger sur la façon dont les artistes peuvent percer, notamment avec Internet. L'enregistrement de leur premier album se termine en septembre.
Whatever People Say I Am, That's What I'm Not (un titre inspiré d'un film des années 1960) devait normalement sortir le 30 janvier 2006. Bien que de nombreuses versions anciennes des chansons figurant dans l'album étaient déjà disponibles gratuitement en téléchargement, Whatever People Say I Am, That's What I'm Not était très attendu avec des milliers de pré-commandes. Le 5 janvier 2006, Domino annonce que la sortie de l'album est avancée au 23 janvier, en raison d'« une très grande demande ».
Whatever People Say I Am, That's What I'm Not s'écoule à 363 735 exemplaires la première semaine. Ces ventes sont remarquables dans la mesure où certaines chansons de l'album étaient déjà disponibles sur internet avant la sortie. Il s'agit de la vente la plus rapide pour un premier album, pulvérisant le précédent record détenu par les Hear'Say avec 306 631 copies.
Les Arctic Monkeys ont ainsi vendu plus d'albums en une journée (118 501) que les autres artistes du top 20 réunis. Le record a depuis été battu par Leona Lewis et son album Spirit, écoulé à 375 872 exemplaires en une semaine. Un mois plus tard, l'album paraît aux États-Unis et s'écoule à 34 000 exemplaires la première semaine.

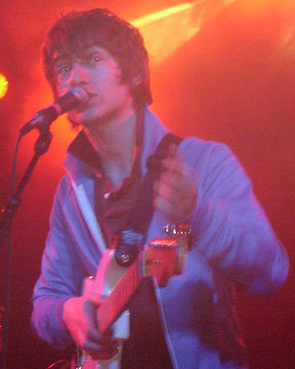
Alex Turner en 2006.

Le disque entre à la 24e position du Billboard 200. Cependant, les ventes ne sont pas comparables à celles du Royaume-Uni. Les critiques américains se montrent bien plus réservés à l'égard du groupe que leurs homologues britanniques. Pourtant, la tournée du groupe effectuée en juin 2006 en Amérique du Nord est acclamée par la presse à chaque concert. Pendant ce temps, le magazine NME déclare l'album comme le 5e meilleur album britannique de tous les temps. Les Arctic Monkeys égalent aussi le record des Strokes et de Oasis lors des NME Awards 2006, en remportant trois prix attribués par les fans : meilleur groupe britannique, meilleur nouveau groupe, et meilleure chanson (I Bet You Look Good on the Dancefloor).
L'album fait partie de la discothèque idéale de FIP.

### Départ de Nicholson (2006)
Le groupe ne perd pas de temps et enregistre rapidement de nouveaux titres, et publie un EP de cinq titres le 24 avril 2006, intitulé Who the Fuck Are Arctic Monkeys?. Cette réactivité est alors perçue comme une opération visant à profiter de l'effervescence autour du groupe[réf. nécessaire]. En raison de sa durée, le disque n'est pas pris en compte dans les classements des meilleurs singles et des meilleurs albums. Peu après la sortie de l'EP, le groupe annonce que le bassiste Andy Nicholson sera absent de la tournée à venir en Amérique du Nord, en raison de la fatigue accumulée lors des précédents concerts. Dès leur retour au Royaume-Uni, Nicholson confirme qu'il quitte définitivement le groupe, pour mener à bien ses propres projets. Par ailleurs, il avait du mal à gérer le succès du groupe les six derniers mois. Les trois membres restants, Alex Turner, Matt Helders et Jamie Cook, annoncent alors officiellement que Nick O'Malley, qui avait remplacé Nicholson lors de la tournée américaine, devient le bassiste à part entière du groupe. 
Le 14 août 2006 paraît le premier enregistrement des Arctic Monkeys sans Andy Nicholson, un EP nommé Leave Before the Lights Come On. C'est la première fois que le groupe n'atteint pas la tête des hit-parades, le disque se classant tout de même à la 4e place. En septembre 2006, l'album Whatever People Say I Am, That's What I'm Not remporte le Mercury Music Prize, avec à la clé 20 000 livres.

### Favourite Worst NightmareetHumbug(2007–2010)
Le 23 avril 2007, Arctic Monkeys sort son second album, Favourite Worst Nightmare (« Pire cauchemar préféré »). Six jours plus tard, l'album atteint la première place des charts britanniques. Chose rare dans le monde du rock, toutes les chansons de l'album se placent dans le top 200 grâce au nombre élevé de téléchargements et de pré-commandes : depuis Brianstorm (sorti en single) à la 7e place à If You Were There, Beware à la 189e. Fluorescent Adolescent et 505 se classent dans le top 75. Le troisième single de l'album, Teddy Picker, paraît le 3 décembre 2007 et se classe 20e ; le disque ne reste qu'une semaine dans le top 40, devenant ainsi le single du groupe avec le moins bon parcours dans les charts.
Après avoir une nouvelle fois survolé les NME Awards et Brit Awards, les membres du groupe décident de prendre du recul et de s'accorder du temps libre. Alex Turner a de son côté créé avec son ami Miles Kane, ex-leader des Rascals, le groupe The Last Shadow Puppets. Le 21 avril 2008 sort leur premier album, The Age of the Understatement.

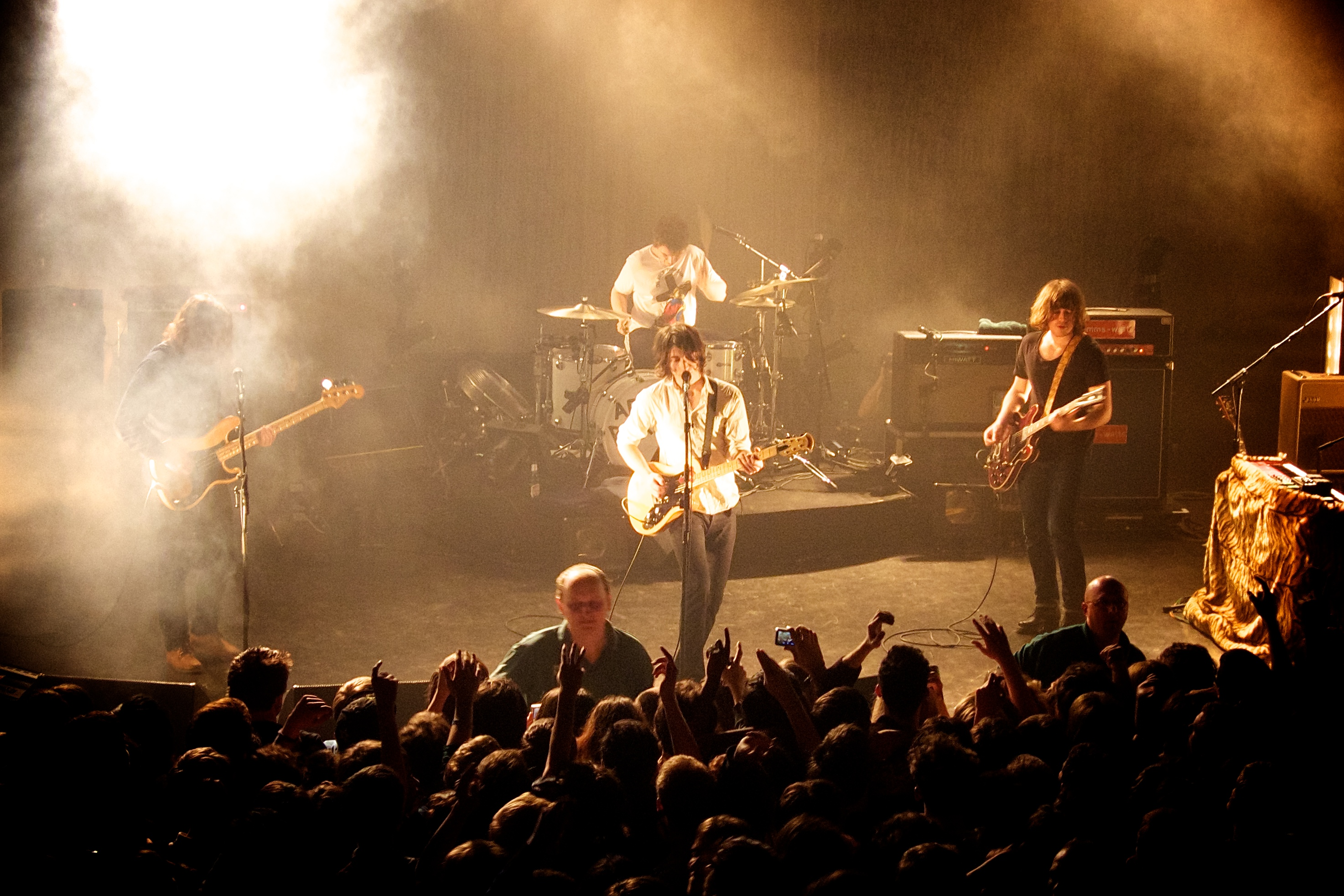
Arctic Monkeys au Shepherd's Bush Empire à Londres en 2010.

Dès juillet 2008, le groupe travaille sur de nouveaux titres. Ils se retrouvent du 14 au 28 juillet dans un studio loué dans le comté du Gloucestershire. James Ford, producteur de Favourite Worst Nightmare, assure à nouveau la production de cet opus appelé Humbug. Concernant le style musical de ce disque, Matt Helders impressionné par les Queens of the Stone Age lors de leurs prestations live durant une tournée commune déclare dans le magazine The Sun : « que l'album sonnerait très Queens of the Stone Age, donc plus heavy, puissant ». Dans le même temps, Josh Homme, le leader de la formation américaine, affirme fin août 2008 qu'il produirait quelques chansons pour les Arctic Monkeys. Homme n'a toutefois pas précisé dans quel contexte seraient utilisées ces chansons.
Près d'un an plus tard, le groupe sort Humbug son troisième album le 24 août 2009, avec une liste des titres de dix titres. Au début de cette tournée 2009, John Ashton, qui a fait partie des tournées des Arctic Monkeys depuis leurs débuts en tant qu’ingénieur du son, a rejoint le groupe sur scène pour jouer les parties clavier/piano ainsi que certaines parties à la guitare.

### Suck It and See(2011–2012)

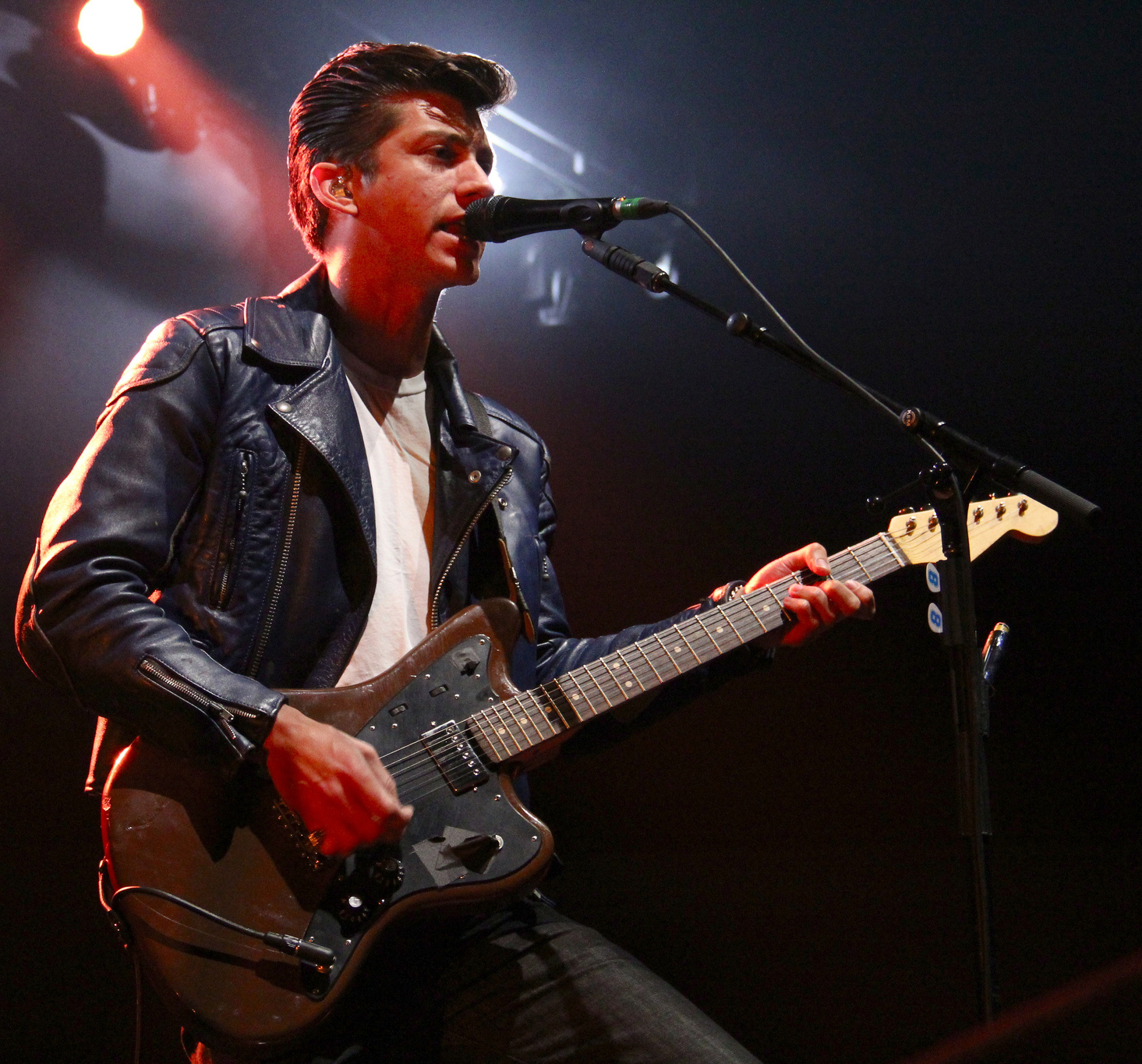
Alex Turner en 2012.

Suck It and See est enregistré dans les studios de Sound City en Californie. Cette fois-ci encore il a été produit avec l'aide de James Ford (qui les suit depuis leur premier album) et de Josh Homme (Queens of The Stone Age) qui apporte sa collaboration depuis leur album Humbug. Suck It and See sort le 6 juin 2011, au terme de la tournée North America Tour 2011. Le titre de l'album est une citation anglaise qui peut se traduire de la manière suivante : « tente le coup et vois ensuite », un titre mystérieux comme les albums précédents. L'album se retrouve immédiatement premier dans les charts. Le premier single Don't Sit Down 'Cause I've Moved Your Chair est sorti le 11 avril. La sortie physique du single The Hellcat Spangled Shalalala est fortement affectée par l'incendie d’un gigantesque entrepôt brûlant de nombreux disques, à la suite d'émeutes dans la banlieue Nord de Londres. Le 27 octobre, les Arctic Monkeys sortent le clip Evil Twin, titre figurant sur la face B de leur nouveau single Suck It and See.
Le groupe participe à la cérémonie d'ouverture des Jeux olympiques de Londres 2012 en interprétant deux titres. Le premier est leur premier single I Bet You Look Good On The Dancefloor et le second est une reprise de Come Together des Beatles.

### AMetTranquility Base Hotel and Casino(2013–2021)

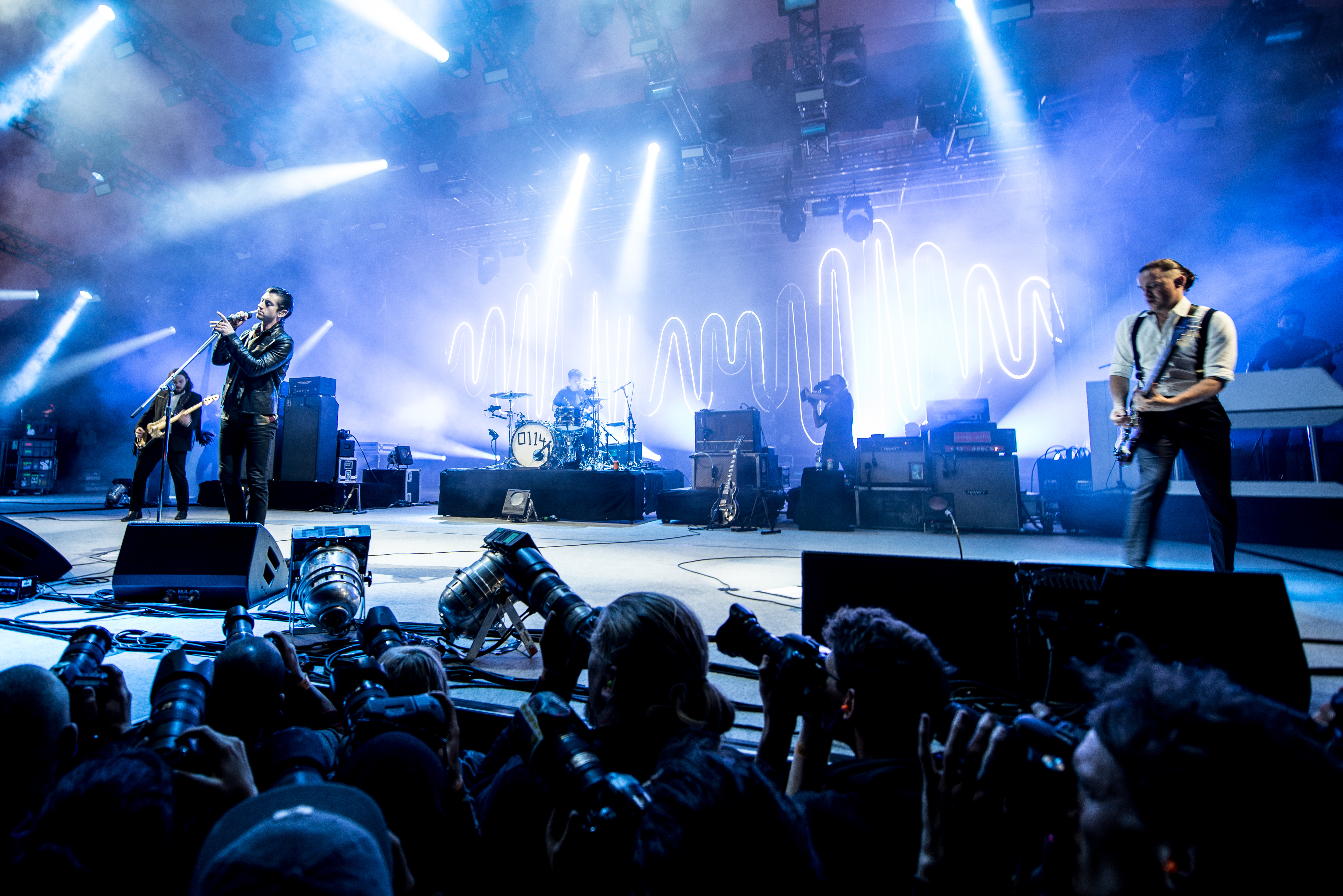
Arctic Monkeys durant le Festival de Roskilde en 2014.

Sorti le 9 septembre 2013, AM est le cinquième album du groupe de rock indépendant Arctic Monkeys. L'album contient des collaborations avec Josh Homme, Pete Thomas et Bill Ryder-Jones. John Cooper Clarke a participé à l'écriture de la chanson I Wanna Be Yours. Il est produit par James Ellis Ford et coproduit par Ross Orton. AM est nommé « Album de l'année 2013 » par le magazine NME. Élu « Meilleur album » aux Brit Awards 2014, le groupe remporte ce prix pour la troisième fois de leur carrière. Les Arctic Monkeys sont également élus « Groupe de l’année ». Par la suite, le groupe entre en pause après une tournée mondiale.

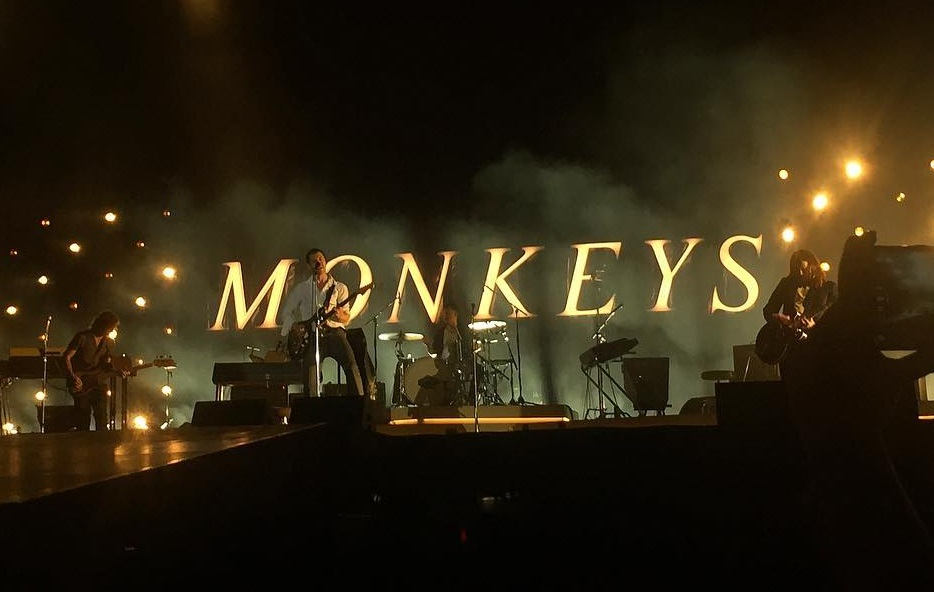
Arctic Monkeys jouant à Budapest en 2018.

En décembre 2016, Alex Turner confirme la fin de la pause pour les Arctic Monkeys, et la sortie d'un nouvel album. En mai 2017, des photos du groupe en train de travailler sur leur album circulent sur les réseaux sociaux. Le 5 avril 2018, le groupe annonce sur son compte Twitter le nom et la date de sortie du nouvel album : l'album s'intitule Tranquility Base Hotel and Casino et sort le 11 mai 2018.

### The Car(depuis 2022)

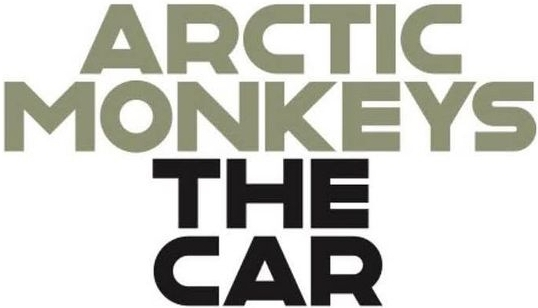
Logo d'Arctic Monkeys pour The Car

Le 24 août 2022, Arctic Monkeys annoncent la sortie de leur septième album, intitulé The Car. Il sortira le 21 octobre 2022 et sera composé de 10 morceaux. Un titre est déjà dévoilé le 30 août, nommé There'd Better Be A Mirrorball. Un autre titre a été joué en live, s'intitulant I Ain't Quite Where I Think I Am mais n'est pas publié officiellement. « La science-fiction d'inspiration jazz de Tranquility Base Hotel and Casino de 2018 ne reviendra pas », selon Alex Turner, qui partage cette information dans une interview en exclusivité mondiale pour The Big Issue. « Il n'est pas question de science-fiction sur ce disque. On est de retour sur la terre ferme », déclare-t-il[réf. nécessaire]. « Avec cet album, je crois que nous nous rapprochons d'un son plus amélioré et plus dynamique[réf. nécessaire]. »
The Car est produit par James Ford, et les sessions d'enregistrement ont eu lieu dans le Suffolk ainsi qu'au studio de la Frette au cours de l'été 2021.
Arctic Monkeys annonce une tournée européenne pour 2023, succédant à une tournée sud-américaine qui débute en octobre 2022. Le groupe passera par l'Autriche, l'Allemagne, la Suède, la Norvège, les Pays-Bas ou encore la France, en plus de l'Australie dans la même année. La fin de la tournée sera en Amérique du Nord, pour la fin 2023.

## Style musical

### Textes
Alex Turner est la plume principale du groupe. Ses textes rapportent des faits de société avec réalisme, comme A Certain Romance qui traite de culture indie ; et des observations sur la vie de la classe ouvrière, telles When the Sun Goes Down, décrite comme « une chanson poignante sur la prostitution dans Sheffield » (« a witty, poignant song about prostitution in the Neepsend district of Sheffield »). Dans le domaine de l'écriture, les Arctic Monkeys ont été comparés au rappeur britannique The Streets, ou à d'autres artistes tels Morrissey et Jarvis Cocker. Dans une interview donnée au New Musical Express en 2008, Alex Turner citait parmi ses influences les Kinks pour leur propension à décrire par de courtes vignettes sociales, la réalité d'une époque ; des chansons comme "When The Sun Goes Down", "Riot Van" et "A Certain Romance" reflètent cela.
Alex Turner est également le chanteur principal. Il chante avec un fort accent du Yorkshire, employant des contractions typiques : summat pour something, dun't pour don't, owt pour anything, nowt pour nothing, etc. Il emploie également de nombreuses expressions familières, comme dans la chanson Mardy Bum : mardy pour grumpy, difficult, unpredictable, spoiled, ou got the face on pour in a bad mood (de mauvaise humeur).
Les chansons contiennent régulièrement des références, plus ou moins obscures, à la culture populaire. Par exemple, dans When the Sun Goes Down, les paroles "And he told Roxanne to put on the red light" est une allusion à The Police. Le titre de leur premier album, Whatever People Say I Am, That's What I'm Not, est tiré d'un film adapté d'un livre de Alan Sillitoe, Saturday Night And Sunday Morning. Alex Turner, qui a vu le film, a choisi ce titre car la phrase lui paraissait juste, en expliquant que beaucoup de gens racontaient énormément de choses sans qu'on ne puisse avoir aucun contrôle dessus.

### Musiques et rythmes
Tout comme pour les textes, les Riff forts et soutenues des Kinks semblent avoir marqué le principal compositeur des Arctic Monkeys : On les retrouve dans des compositions comme Fluorescent Adolescent, Brianstorm, Mardy Bum.
Plus largement, les groupes de la British Invasion et des Sixties sont une référence assumée. On peut citer The Beatles dont les Arctic Monkeys ont fait une reprise pour la cérémonie des jeux olympiques de Londres mais aussi The Electric Prunes dont Alex Turner mentionne l'influence dans une interview télévisée la BBC2 de 2008.

## Rapport aux médias
Les Arctic Monkeys ont plutôt tendance à se tenir à l'écart de toute médiatisation exacerbée. Une de leurs devises est « Don't believe the hype. » En octobre 2005 ont lieu leurs premières apparitions à la télévision britannique, successivement sur Popworld, E4 Music, et Later… with Jools Holland. Cependant, après ces représentations, le groupe refuse de jouer à nouveau sur un plateau de télévision, notamment lors des Brit Awards 2006, n'appréciant pas du tout l'exercice.

## Membres

### Membres actuels
- Alex Turner - chant, guitare
- Jamie Cook - guitare
- Nick O'Malley - basse
- Matt Helders - batterie

### Ancien membre
- Andy Nicholson - basse